# Јелена Темњикова
Јелена Владимировна Темњикова (рус. Еле́на Влади́мировна Те́мникова; Курган, 18. април 1985) је руска певачица, чланица женске музичке групе Серебро, која је, као представник Русије на Песми Евровизије 2007. у Хелсинкију освојила треће место.

## Каријера

### Фабрика звезда
Темњикова је рођена 18. априла 1985. у Кургану, у Русији, тада СССР. Са само пет година, пошла је у музичку школу, где је похађала часове виолине и певања.
Године 2003, учествовала је у другој сезони емисије Фабрика звезда, на руском Каналу 1, а те године су у овој емисије учествовале и Јулија Савичева, представница Русије на Песми Евровизије 2004. године, као и Јулија Волкова, чланица руског поп дуа т. А. Т. у. Продуцент емисије био је Максим Фадејев, који је одмах приметио Темникову и понудио јој уговор са његовом издавачком кућом "Monolit Records". Прихватила је и снимила два хита, „Беги“ и „Таина“. У једном тренутку, јавила им се идеја о женском трију.

### Серебро
Интернетом, новинама, свуда су кружиле приче о кастингу за женску групу, коју организује чувени продуцент Максим Фадејев. Одмах је одлучено да Темникова буде главни вокал. Она је, заједно са Фадејевим, учествовала у избору друге и треће чланице. Темњикова је на кастинг довела Олгу Серјапкину, која је одмах примљена у групу. Трећа чланица, Марина Лизоркина, за групу је сазнала преко Интернета, а Темникова и Фадејев су је изабрали за трећу певачицу. Група је названа Серебро, што на руском језику значи "сребро".
Иако су прве песме планиране тек за 2008. годину, Фадејев и његове три пуленке дошли су на идеју да се такмиче на избору за Песми Евровизије 2007. Једногласно, жири је изабрао песму "Song#1" и Серебро за представнице Русије у Хелсинкију. Са 207 поена, Серебро је освојио треће место, иза Србије и Украјине.
Иако нису победиле, постигле су огроман успех. Данас, оне су једна од најпопуларнијих група у Русији. Имају бројне концерте, а издале су још два сингла, од којих се први, "Дыши", попео на друго место топ-листе у Русији, а други, „Опиум“, на прво место.

## Приватни живот
Олга Серјапкина и Марина Лизоркина су обе њене блиске пријатељице. У марту 2008. године, оне су заједно биле на одмору, на грчком острву Крит. Воли књиге и дружење са пријатељима. Од музике, воли бенд АББА и певачицу Селин Дион. Због посла живи у Москви, али каже да јој јако недостаје њен родни град Курган.
Са Алексејем Семеновим, једним од учесника Фабрике звезда, венчала се 2004. године, али су они тренутно растављени.

## Дискографија

### Соло синглови
- „Беги"
- „Таина"

### Са групом Серебро

#### Албуми
- 2008: у припреми

#### Синглови
- 2007: "Song#1"
- 2007: „Дыши"
- 2008: „Опиум"